# وات های-فای؟
وات های-فای؟ (به انگلیسی: What Hi-Fi) وب سایت و مجله‌ای است که توسط فیوچر پی‌ال‌سی منتشر می‌شود. این مجله یک راهنمای خرید استفاده از لوازم الکترونیکی است که حاوی اخبار، بررسی‌ها و ویژگی‌های های-فای، سینمای خانگی، تلویزیون و صدای خانگی است. وب سایت وات های-فای؟ روزانه به روز می‌شود و در سال مجله وات های-فای سیزده بار منتشر می‌شود.
مجله وات های-فای؟ در مورد بلندگوهای استریو، تلویزیون‌ها، تقویت‌کننده‌ها، هدفون‌ها، نوارهای صوتی، پروژکتورها، تبلت‌ها و صفحه‌های گردان می‌نویسد. برندهای معرفی‌شده در وب سایت این مجله عبارتند از باورز اند ویلکینز، کی‌ئی‌اف، نایم، ال‌جی کرپوریشن و سونی است.
بررسی‌ها در مراکز تست اختصاصی، که در حال حاضر در لندن، ریدینگ اند بت است، نوشته می‌شوند.
این مجله ۹ نسخه بین‌المللی دارد و ناشر آن ادعا می‌کند که مجموع خوانندگان آن بیش از یک میلیون در هر شماره است. وات های-فای؟ دارای یک وب‌سایت و یک کتابخانه به‌روزرسانی شده‌است شامل بررسی‌های سخت‌افزار صوتی و تصویری، به‌علاوه اخبار، ویژگی‌ها، توصیه‌ها و نظرات تیم تحریریه. در طول سال ۲۰۱۷، این وب سایت را بیش از ۲۴میلیون کاربر منحصر به فرد دریافت کردند.
وات های-فای؟ به مبلغ ۱۴ میلیون پوند توسط هیمارکت به فیوچر پی‌ال‌سی فروخته شد.

## تاریخچه
اولین شماره مجله وات های-فای؟ توسط گروه رسانه هیمارکت در بریتانیا در سال ۱۹۷۶ منتشر شد، با قیمت ۳۵هزار پوند و قول داد که «تنها مجله‌ای باشد که هر واحد های-فای موجود در بازار را فهرست و قیمت گذاری کند».
مجله بر روی تجهیزات های-فای برای مخاطبان اصلی متمرکز بود، صفحه‌های گردان و کارتریج‌ها را به منظور استفاده در خانه به مردم توصیه می‌کرد، علاوه بر این محصولات «صوت و تصویر»، از جمله اولین دستگاه‌های ضبط ویدیو را نیز پوشش می‌داد.